# Sauris remodesaria
Sauris remodesaria är en fjärilsart som beskrevs av Walker 1862. Sauris remodesaria ingår i släktet Sauris och familjen mätare. Inga underarter finns listade.